# Abdoulwhaid Sissoko
Abdoul Whaïd Sissoko, plus couramment appelé Abdou Sissoko, né le 20 mars 1990 à Troyes, est un footballeur franco-malien jouant au poste de milieu défensif au Qadsia SC.

## Biographie
Il grandit à La Chapelle-Saint-Luc (Troyes, France), sa ville de naissance.
Il est papa en 2011, frère du célèbre joueur Mohamed Sissoko. Il est aussi le cousin du gardien du FC Metz, Oumar Sissoko.
Il est formé à Troyes. Après une première saison intéressante en Ligue 2 avec l'équipe où il évolue avec un contrat amateur, il ne peut aider son club à éviter la descente en National. 
En 2009, il signe avec son club formateur son premier contrat professionnel de trois saisons, mais il est peu utilisé en National par l'entraîneur Patrick Remy. Malgré tout, Troyes retrouve la Ligue 2.
Avec le retour de Jean-Marc Furlan, il devient titulaire en tant que milieu gauche. Il est l'une des révélations de la saison 2010-2011 de Ligue 2 si bien que des clubs étrangers le suivent de près. 
Il se fait remarquer au Tournoi de Toulon 2011 avec la sélection française des moins de 20 ans. La sélection atteint la finale et il s'impose pour ce tournoi comme titulaire au milieu de terrain.
Le 30 juin 2011, il s'engage pour quatre saisons à l'Udinese en Italie pour environ 1 300 000 euros.
Le 30 janvier 2012, l'Udinese annonce le prêt du jour pour 6 mois au Stade brestois. Malgré des débuts poussifs, il s'intègre dans la deuxième partie de saison dans l'entrejeu brestois et enchaîne les performances ; en effet, sa combativité ainsi que sa puissance physique permettent au club d'améliorer ses performances au niveau défensif. 
Le 3 juillet 2012, le joueur est à nouveau prêté au sein du Stade brestois 29 pour la saison 2012-2013.
Il est appelé pour la première fois en sélection nationale du Mali par Patrice Carteron en vue du match Rwanda-Mali, éliminatoire pour la qualification à la coupe du monde 2014 et qui aura lieu samedi 23 mars à Kigali (Rwanda).
Le 10 mars 2022, libre de tout contrat depuis l'été 2021, il rejoint l'Atlético Ottawa, pensionnaire de Première ligue canadienne.

## Statistiques
| Saison      | Club                  | Pays   | Championnat | Championnat | Championnat | Championnat | Championnat  | Coupes nationales | Coupes nationales | Coupe d'Europe | Coupe d'Europe | Coupe d'Europe | Sélection | Sélection |
| Saison      | Club                  | Pays   | Division    | Matchs      | Buts        | Cartons     | Cartons      | Matchs            | Buts              | Type           | Matchs         | Buts           | Matchs    | Buts      |
| ----------- | --------------------- | ------ | ----------- | ----------- | ----------- | ----------- | ------------ | ----------------- | ----------------- | -------------- | -------------- | -------------- | --------- | --------- |
| Saison      | Club                  | Pays   | Division    | Matchs      | Buts        | Averti      | Carton rouge | Matchs            | Buts              | Type           | Matchs         | Buts           | Matchs    | Buts      |
| 2008 - 2009 | ES Troyes AC          | France | Ligue 2     | 15          | 0           | 3           | 0            | -                 | -                 | -              | -              | -              | -         | -         |
| 2009 - 2010 | ES Troyes AC          | France | National    | 8           | 0           | -           | -            | 4                 | 0                 | -              | -              | -              | -         | -         |
| 2010 - 2011 | ES Troyes AC          | France | Ligue 2     | 26          | 0           | 8           | 0            | 2                 | 0                 | -              | -              | -              | 4 (U20)   | 0         |
| 2011 - 2012 | Udinese               | Italie | Serie A     | 0           | 0           | 0           | 0            | 1                 | 0                 | 0              | 0              | 0              | 0         | 0         |
| 2011 - 2012 | Stade brestois (prêt) | France | Ligue 1     | 10          | 0           | 0           | 1            | 0                 | 0                 | 0              | 0              | 0              | 0         | 0         |
| 2012 - 2013 | Stade brestois (prêt) | France | Ligue 1     | 37          | 0           | 0           | 1            | 2                 | 0                 | -              | -              | -              | -         | -         |

Dernière mise à jour le 2 juin 2013

## Palmarès
Akhisar Belediyespor
- Vainqueur de la Coupe de Turquie en 2017-2018.
- Vainqueur de la Supercoupe de Turquie en 2018.